# 흰발마디개미속
흰발마디개미속은 개미과에 속하는 개미의 속이다. 79개의 종이 여기에 속하며 인도에서 뉴칼레도니아까지 분포한다.

## 생김새
시베리아개미아과의 다른 개미들과는 달리, 이들의 두순은 상당히 변형되었다. 또한 이들은 겹눈이 상대적으로 큰턱에서 멀리 떨어져 있다.

## 행동
대체적으로 호전적인 이 개미들은 상대적으로 큰 군체를 이루며(수백에서 30만 이상) 이는 다른 종의 둥지의 수를 제한시킨다. 주로 이들이 있는 지역에서 같이 살 수 있는 개미들은 이들과 크기가 다르다거나 먹이를 찾으러 딴 시간에 가는, 즉 이 개미들과 접촉이 가장 적은 종들이 살아남는다. 심지어는 같은 종의 다른 둥지와도 우호적이지 않은 관계를 맺는다. 둥지는 땅 위와 땅 아래중 하나에 짓고, 가끔 혼합하여 짓는다.

## 먹이
이들은 청소 동물로 어떤 종은 단체로 먹이를 찾으러 가는데 비해 어떤 종은 각 개체가 따로따로 먹이를 찾으러 다닌다. 특히, 흰발마디개미속에 속하는 개미들은 '엘레이오좀'(다양한 영양소가 있는 씨앗의 일부,몇몇 식물 종의 씨앗에 있음)이 있는 씨를 특히 좋아한다. 이들을 수확하여 엘레이오좀을 떼어내고 나면 씨앗들은 버려지는데, 엘레이오좀이 있는 식물의 씨앗은 이런 방식으로 퍼진다. 이들은 진딧물이나 깍지벌레에게서 단물을 얻기도 한다.